# 1340 Yvette
Yvette (asteróide 1340) é um asteróide da cintura principal com um diâmetro de 25,87 quilómetros, a 2,7447235 UA. Possui uma excentricidade de 0,1361733 e um período orbital de 2 068,71 dias (5,67 anos).
Yvette tem uma velocidade orbital média de 16,70924258 km/s e uma inclinação de 0,4195º.
Esse asteróide foi descoberto em 27 de Dezembro de 1934 por Louis Boyer.